# Pensacola (geslacht)
Pensacola is een geslacht van spinnen uit de familie springspinnen (Salticidae).

## Soorten
De volgende soorten zijn bij het geslacht ingedeeld:
- Pensacola castanea Simon, 1902
- Pensacola cyaneochirus Simon, 1902
- Pensacola darlingtoni Bryant, 1943
- Pensacola electa Bryant, 1943
- Pensacola gaujoni Simon, 1902
- Pensacola maxillosa Bryant, 1943
- Pensacola montana Bryant, 1943
- Pensacola murina Simon, 1902
- Pensacola ornata Simon, 1902
- Pensacola peckhami Bryant, 1943
- Pensacola poecilocilia Caporiacco, 1955
- Pensacola radians (Peckham & Peckham, 1896)
- Pensacola signata Peckham & Peckham, 1885
- Pensacola sylvestris (Peckham & Peckham, 1896)
- Pensacola tuberculotibiata Caporiacco, 1955